# ウッセアウズ
ウッセアウズ（イタリア語: Usseaux）は、イタリア共和国ピエモンテ州トリノ県にある、人口約200人の基礎自治体（コムーネ）。

## 地理

### 位置・広がり
トリノ県西部のコムーネ。セストリエーレから北東へ約16km、ピネローロから北西へ約30km、県都・州都トリノから西へ52kmの距離にある。

#### 隣接コムーネ
隣接するコムーネは以下の通り。
- キオモンテ
- エジッレス
- フェネストレッレ
- グラヴェーレ
- メアーナ・ディ・スーザ
- プラジェラート

- 集落
- 別角度から

## 行政

### 分離集落
ウッセアウズには、以下の分離集落（フラツィオーネ）がある。
- Balboutet, Fraisse, Laux, Pourrieres

## 文化・観光
「イタリアの最も美しい村」クラブの加盟コムーネである。